# Carlo Assonica
Carlo Assonica (Bergamo, 1626 – Venezia, 1676) è stato un medico, giurista e scrittore italiano, autore di opere letterarie in lingua italiana e lombarda.

## Biografia
Appartenente ad una nobile famiglia originaria di Azzonica presso Sorisole, fece parte a soli 26 anni del consiglio dei rettori di Bergamo, città all'epoca facente parte dei domini della Repubblica di Venezia. Proprio nella città lagunare si stabilì nel 1650, assumendo l’incarico di nuntius del comune di Bergamo al fine di patrocinarne gli interessi e curarne le pratiche presso gli uffici della Serenissima.
Morì a Venezia, probabilmente di tifo, nel 1676.

## Opere
Della produzione letteraria dell'Assonica sono giunti fino a noi alcuni manoscritti redatti durante il suo soggiorno veneziano, come Le vite di cento eretici, Compendio istorico-geografico e topografico di tutto il Regno di Portogallo e Aggiunta alla Guida Geografica di Lodovico Passerone. Ma la sua opera più nota è sicuramente la traduzione che fece in dialetto bergamasco della Gerusalemme liberata di Torquato Tasso, stampata per la prima volta a Venezia nel 1670 da Nicolò Pezzana con il titolo Il Goffredo poema eroico del Signor Torquato Tasso travestito alla rustica bergamasca dal dottor Carlo Assonica, alla moderna ortografia ridotto e dedicato alla duchessa di Mantova Isabella Clara d'Austria. L’Assonica fece successivamente stampare una seconda edizione del suo “travestimento” nel 1674, a cui seguirono un’edizione veneziana illustrata nel 1678 e un’edizione realizzata nel 1778 a Bergamo dal libraio Vincenzo Antoine.